# Fritz Briel
Fritz Briel   (Düsseldorf, 24 d'octubre de 1934 - Düsseldorf, 15 de març de 2017) fou un piragüista en aigües tranquil·les alemany que va competir sota bandera la República Federal Alemanya durant les dècades de 1950 i 1960.
El 1956 va prendre part en els Jocs Olímpics d'Estiu de Melbourne, on guanyà la medalla de plata en la prova del K-2, 10.000 metres del programa de piragüisme. Formà parella amb Theodor Kleine.
En el seu palmarès també destaquen quatre medalles, tres d'or i una de bronze, al Campionat del Món de piragüisme en aigües tranquil·les, entre les edicions de 1958 i 1966. Al Campionat d'Europa guanyà sis medalles, quatre d'or, una de plata i una de bronze, entre les edicions de 1957 i 1961. També va guanyar 22 títols nacionals de lAlemanya Occidental.